# هيرب كيلهير
هيرب كيلهير (بالإنجليزية: Herb Kelleher)‏ هو شخصية أعمال ومحامي أمريكي، ولد في 12 مارس 1931 في كامدن في الولايات المتحدة، وتوفي في 3 يناير 2019 في نيوجيرسي في الولايات المتحدة بسبب سرطان البروستاتا.

## وصلات خارجية
- هيرب كيلهير على موقع إن إن دي بي (الإنجليزية)